# Fernand Buisset
Fernand Buisset, né le 30 octobre 1869 dans le 8e arrondissement de Paris et mort le 18 septembre 1937 au Touquet-Paris-Plage, est un architecte français qui exerce à Ville-d'Avray puis au Touquet-Paris-Plage.

## Biographie

### Enfance et formation
Fernand Joseph Buisset naît, le 30 octobre 1869 dans le 8e arrondissement de Paris, du mariage de Léon Joseph Constantin Buisset, représentant de commerce, né dans le Hainaut, et de Marie Caroline Jacquier. Son père demande pour lui la nationalité française le 10 mars 1890.
Il est élève de l'école nationale des beaux-arts, il passe en première classe en 1895, d'abord élève d'Alfred Loudet puis de Paul Blondel.

### Vie de famille
Fernand Buisset épouse, le 7 août 1900 à Ville-d'Avray, Désirée Martin, Ils ont deux enfants, Suzanne et Raymond, nés à Ville-d'Avray,,.
Il habite, en 1911, 35, rue de Bruxelles, et, en 1933, avenue du Verger, au Touquet-Paris-Plage,.

### Parcours professionnel

#### À Ville d'Avray
Fernand Buisset est architecte à Ville-d'Avray en 1906, puis est nommé architecte de la ville de Cucq Paris-Plage en 1909, puis de la ville du Touquet-Paris-Plage par arrêté municipal du 21 février 1913 et ce, jusqu'en 1926. Il est également architecte agréé du département du Pas-de-Calais en 1908.

#### Au Touquet-Paris-Plage
Fernand Buisset est l'auteur du Continental Hôtel, digue Ridoux (boulevard Thierry Sabine), du Grand hôtel des Dunes et des villas Welcome, Belmesnil, Le Bercail (boulevard Daloz), Gilden, Les Ombrages (avenue des Ombrages) villa construite pour Joseph-Louis Sanguet, Les Ramiers et Les Drags (avenue du Golf),, Les Nids (avenue du Verger).
Il est également l'architecte, en 1927, de la grande horloge (appelée « La banane » aujourd'hui) qui était située sur la digue en face de la rue Saint-Louis, de l'école des garçons située à l'angle des rues de Bruxelles et de Moscou, construite en 1909, et de la caserne de gendarmerie, avenue de Picardie, construite en 1910.
Il est aussi, en collaboration avec Arsène Bical, l'architecte du monument aux morts au cimetière du Touquet-Paris-Plage.
Il est élu membre de la Société académique de Paris-Plage, le 27 août 1906 et du comité des fêtes du syndicat d'initiative du Touquet-Paris-Plage, le 10 octobre 1913.

### Mort
Fernand Buisset meurt le 18 septembre 1937 au Touquet-Paris-Plage et est inhumé dans le cimetière de cette commune.

## Distinctions
Fernand Buisset est nommé officier du Nichan Iftikhar en 1900, officier des Palmes académiques en 1901 et officier de l'Instruction publique en 1926.

## Galerie

Réalisations de Fernand Buisset au Touquet-Paris-Plage
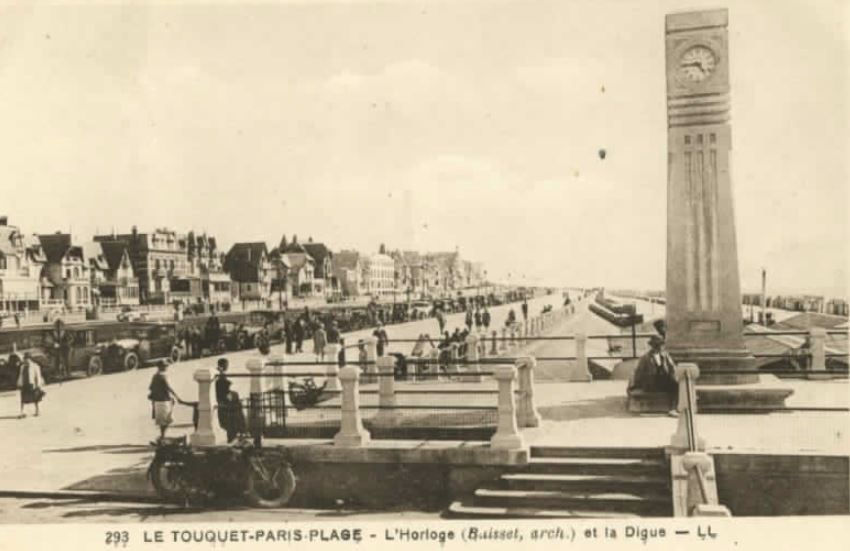
L'horloge et la digue.
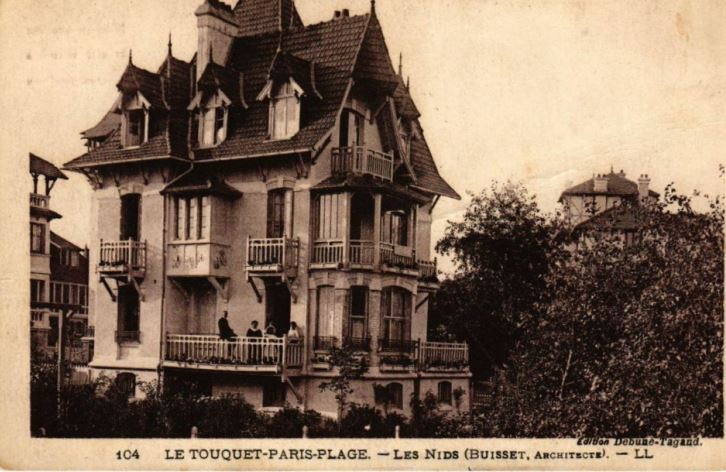
Villa Les Nids.
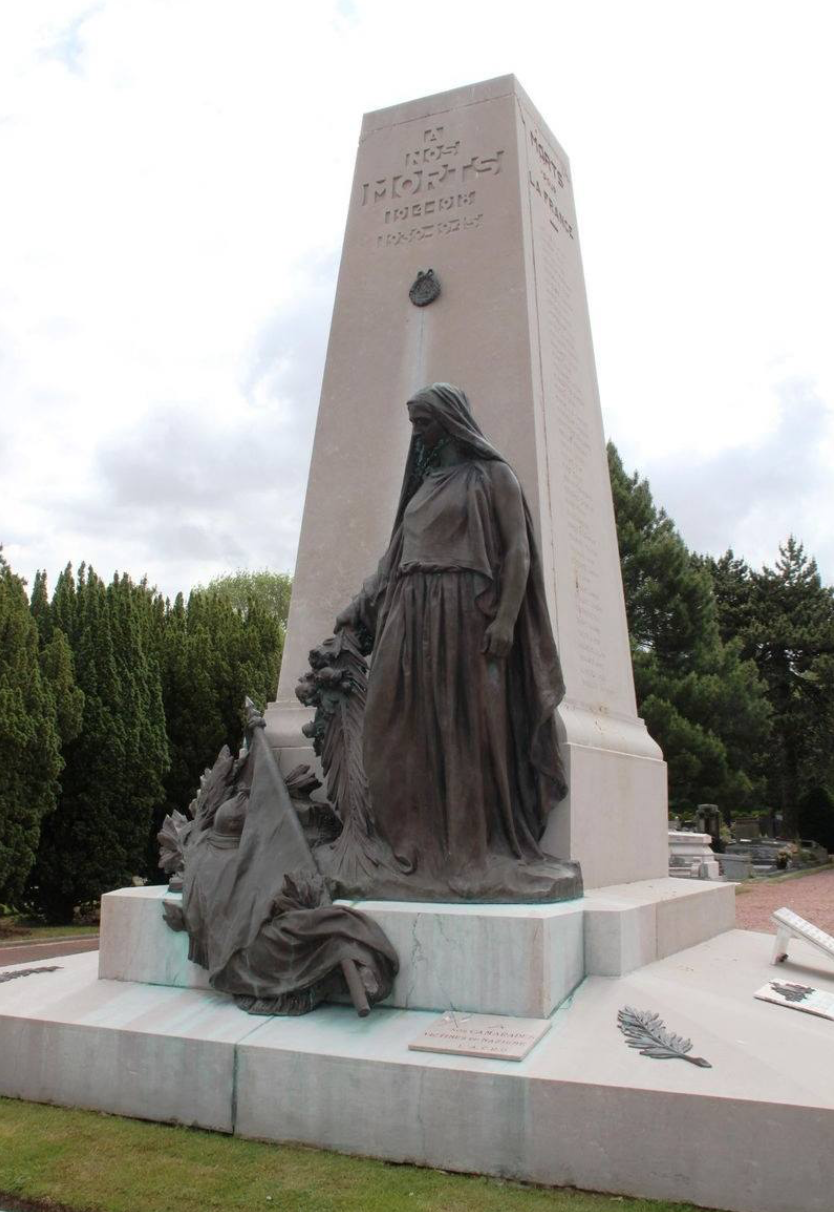
Le monument aux morts au cimetière du Touquet-Paris-Plage.

## Pour approfondir

### Ouvrages
- Patricia Crespo, Les Noms de nos villas racontent..., avril 1993,  (ISBN 2-95075-710-3)

1. ↑  p. 49.

- Édith et Yves de Geeter, Images du Touquet-Paris-Plage, 1987

1. ↑  p. 64.

- Société académique du Touquet-Paris-Plage, 1912-2012 Un siècle d'histoires, Le Touquet-Paris-Plage, Éditions Henry, 2011, 226 p. (ISBN 978-2-917698-93-8)

1. ↑  p. 206, écrits d'André Hanquiez.